# Symplecta cramptonella
Symplecta cramptonella är en tvåvingeart som först beskrevs av Alexander 1931.  Symplecta cramptonella ingår i släktet Symplecta och familjen småharkrankar. Inga underarter finns listade i Catalogue of Life.